# Bruley
Bruley ist eine französische Gemeinde mit 616 Einwohnern (Stand 1. Januar 2022) im Département Meurthe-et-Moselle in der Region Grand Est (bis 2015 Lothringen). Sie liegt im Regionalen Naturpark Lothringen.

## Geographie
Die Gemeinde Bruley liegt vier Kilometer nordwestlich von Toul.

## Herkunft des Namens
Das Wort Bruley leitet sich nicht vom französischen brûlé (dt. verbrannt) ab, sondern bezieht sich wahrscheinlich auf die Vegetation des angrenzenden Hügels. Diese bestand vornehmlich aus Heidekräutern, was zum Namen Brueriacum führte. Daraus ergab sich schließlich das heutige Wort Bruley.

## Geschichte
2007 wurde im Dorf die erste Auflage der Fête de l'Excellence en Lorraine ausgerichtet. Damit sollte die breite Palette an lokaler Handwerkskunst gezeigt werden. Insgesamt kamen 15.000 Personen, um die 60 Schausteller zu sehen.

### Bevölkerungsentwicklung

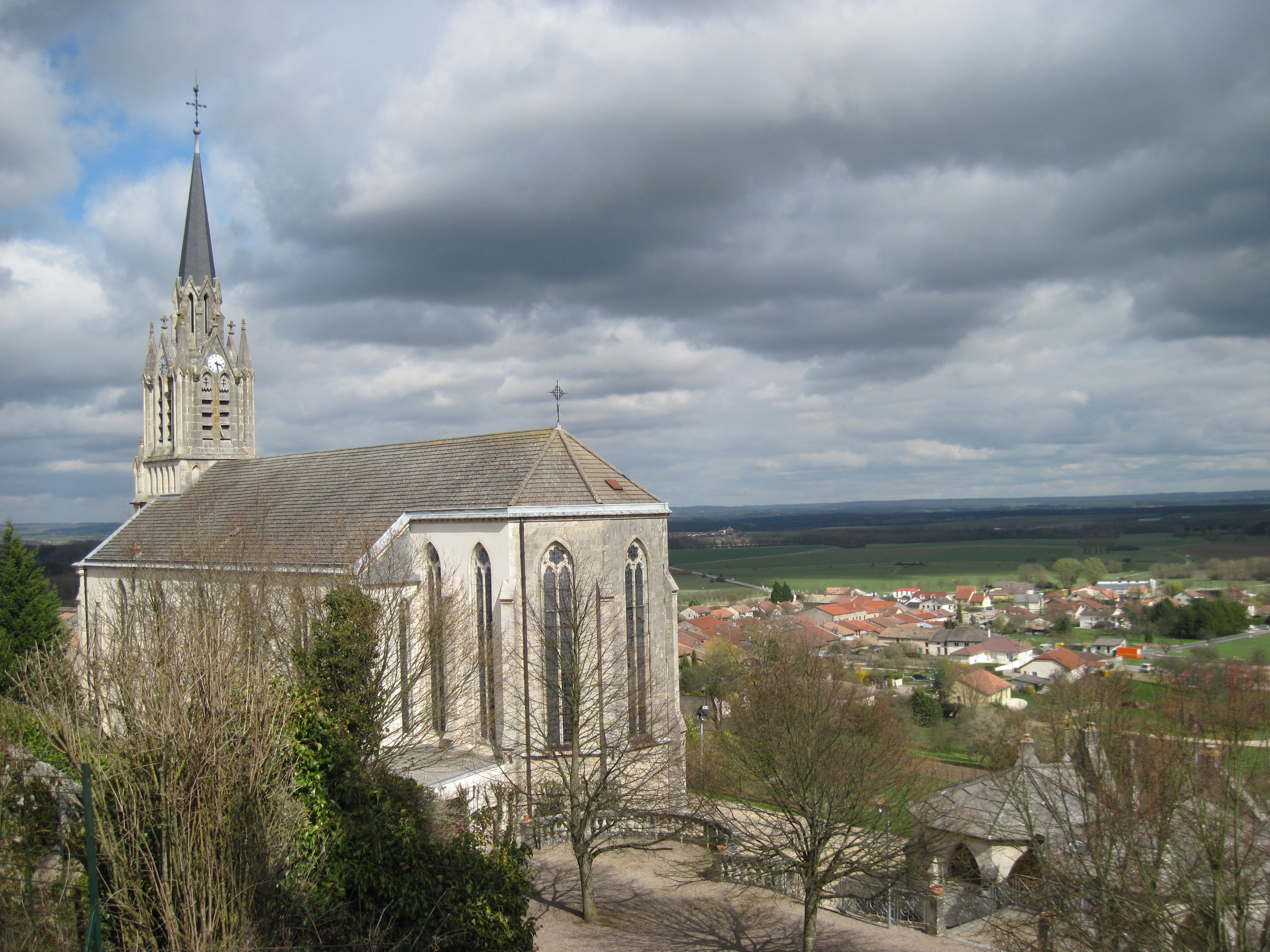
Sicht auf Bruley mit Kirche. Rechts unten die Replik der Lourdes-Grotte

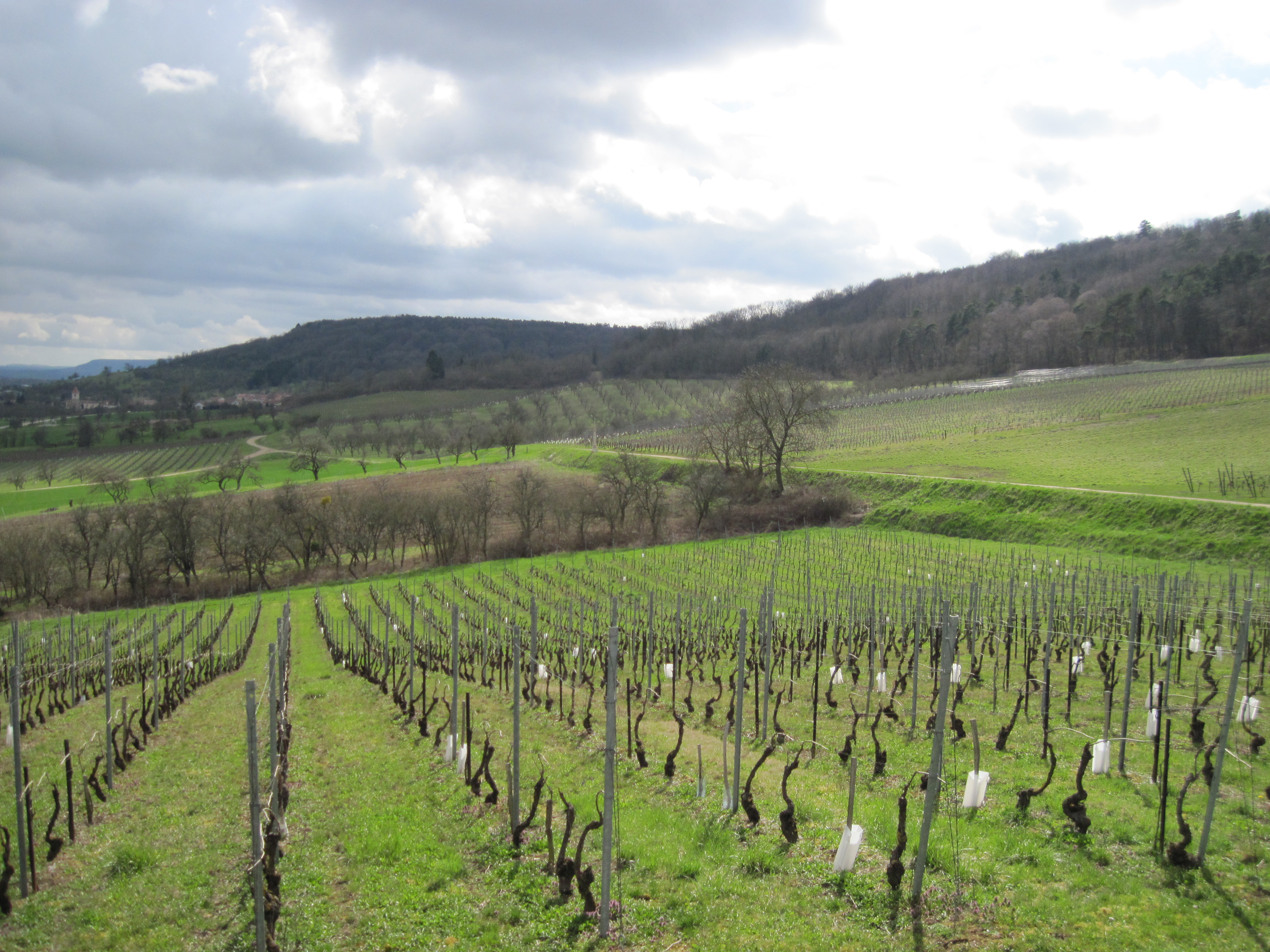
Weinberge nahe Bruley

| Jahr      | 1962 | 1968 | 1975 | 1982 | 1990 | 1999 | 2009 | 2019 |
| Einwohner | 278  | 350  | 341  | 382  | 539  | 586  | 591  | 609  |

## Kultur und Sehenswürdigkeiten
Der Turm einer romanischen Kirche aus dem 12. Jahrhundert dient heute als Friedhofskapelle.
Hinter der Kirche aus dem 19. Jahrhundert, erbaut im  neugotischen Stil, kann eine Replik der Lourdesgrotte besichtigt werden.

## Wirtschaft
Eine gewisse lokale Bekanntheit hat Bruley vor allem dank seines Weinanbaus erlangt. So gehören die in der Bezeichnung Côtes-de-Toul (AOC) zusammengefassten Weine zu den besten Lothringens. 
2006 lag die Arbeitslosenquote bei 6,4 %.

## Gemeindepartnerschaft
- Vendersheim in Rheinhessen (Deutschland)